# Büssow (Penkun)
Büssow ist ein Ortsteil der Stadt Penkun des Amtes Löcknitz-Penkun im Landkreis Vorpommern-Greifswald in Mecklenburg-Vorpommern.

## Geographie
Der Ort liegt drei Kilometer südöstlich der Stadtmitte von Penkun. Die Gemarkung Büssow umfasst eine Fläche von 573,5105 Hektar.
Die Nachbarorte sind Storkow im Norden, Radekow und Damitzow im Osten, Keesow und Schönfeld im Südosten, Luckow-Petershagen und Kirchenfeld im Südwesten, Ausbau im Westen sowie Penkun im Nordwesten.

## Geschichte
Im Dreißigjährigen Krieg ging das Dorf unter und wurde nicht wieder in der bisherigen Form aufgebaut. Die zugehörige Feldmark ging nach dem Tode des bisherigen Besitzers, dem Obersten Heinrich von der Osten 1659 an seine beiden Söhne über. Zu DDR-Zeiten beherbergte der Ort diverse Gewerbebauten, die heute zum Teil runiös oder abgerissen sind (Stand: 2022). Der Ort besteht aus wenigen verbliebenen Gebäuden.
In unmittelbarer Nähe plant die Enertrag einen Windpark. Das Planungs- und Genehmigungsverfahren ist nicht abgeschlossen.
Ferner beherbergt der Ort eine große Baustoffdeponie.